# Kepler-5b

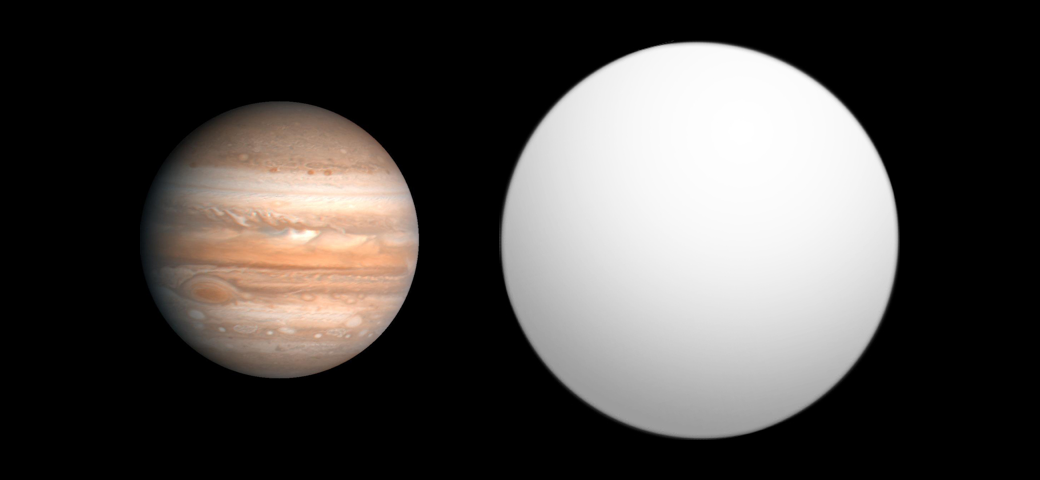
So sánh kích thước của Mộc Tinh với Kepler-5b.

Kepler-5b (ban đầu được gọi với cái tên là KOI-18) là một hành tinh được phát hiện bởi tàu vũ trụ Kepler của NASA. Kepler-5b là một Sao Mộc Nóng quay quanh một ngôi sao siêu khổng lồ nặng hơn, lớn hơn và khuếch tán hơn Mặt trời. Phát hiện về hành tinh này đã được công bố tại một cuộc họp của Hiệp hội Thiên văn học Hoa Kỳ vào ngày 4 tháng 1 năm 2010 ở thủ đô Wasington D.C của Hoa Kỳ cùng với 4 hành tinh khác bao gồm: Kepler-4b , Kepler-6b , Kepler-7b và Kepler-8b . Hành tinh này có khối lượng ước tính là gần gấp đôi Mộc Tinh, và có kích thước lớn hơn khoảng 1,5 lần và hành tinh có nhiệt độ ước tính là nóng gấp 15 lần so với Sao Mộc. Kepler-5b có một chu kỳ quỹ đạo quanh một ngôi sao có tên là Kepler-5 cứ mỗi 3,5 ngày (Tức là một năm trên Kepler-5b là 3,5 ngày) ở khoảng cách xấp xỉ 0,051 AU.

## Ngôi sao mẹ
Bài chi tiết: Kepler-5
Kepler-5 là một sao siêu khổng lồ trong chòm sao Thiên Nga, các nhà khoa học tính toán ngôi sao này dự kiến sẽ sớm cạn kiệt nguồn dự trữ hydro trong lõi và bắt đầu kết hợp chất hydro ở vùng vỏ bao quanh lõi của nó. Ngôi sao có khối lượng gấp 1,3 lần Mặt trời, mặc dù nó khuếch tán hơn ở bán kính xấp xỉ 1,8 lần Mặt trời. Tính kim loại của ngôi sao được đo ở mức là 0,04, có nghĩa là Kepler-5 có lượng sắt gấp 1,10 lần so với Mặt trời của chúng ta.

## Đặc điểm
Kepler-5b là một hành tinh không quá đặc. Mật độ được đo đạc của hành tinh là 0,89 gam/cm3. Hành tinh này có nhiệt độ là 1868 K, khiến nó nóng hơn gấp Sao Mộc trên 10 lần. Kepler-5b quay quanh ngôi sao chủ của nó cứ sau 3,5 ngày ở khoảng cách trung bình là 0,051 AU (Tức 7629489.26 Km). Ngoài ra, với độ nghiêng quỹ đạo của hành tinh là 86,3º, Kepler-5b quay quanh sao Kepler-5 gần như sát với Trái đất. Các nhà khoa học cho rằng hành tinh này có khả năng bị khóa thủy triều với ngôi sao chủ.
1. ↑  “Kepler Discoveries”. web.archive.org. 27 tháng 5 năm 2010. Bản gốc lưu trữ ngày 1 tháng 4 năm 2017. Truy cập ngày 20 tháng 4 năm 2023.